# 贵州鹿蹄草
贵州鹿蹄草（学名：Pyrola mattfeldiana）为鹿蹄草科鹿蹄草属下的一个种。

## 扩展阅读
- 維基物種上的相關：贵州鹿蹄草